# محطة المحمدية
محطة المحمدية هي محطة قطار تابعة للمكتب الوطني للسكك الحديدية تقع في مدينة المحمدية المغربية، في جهة الدار البيضاء سطات.

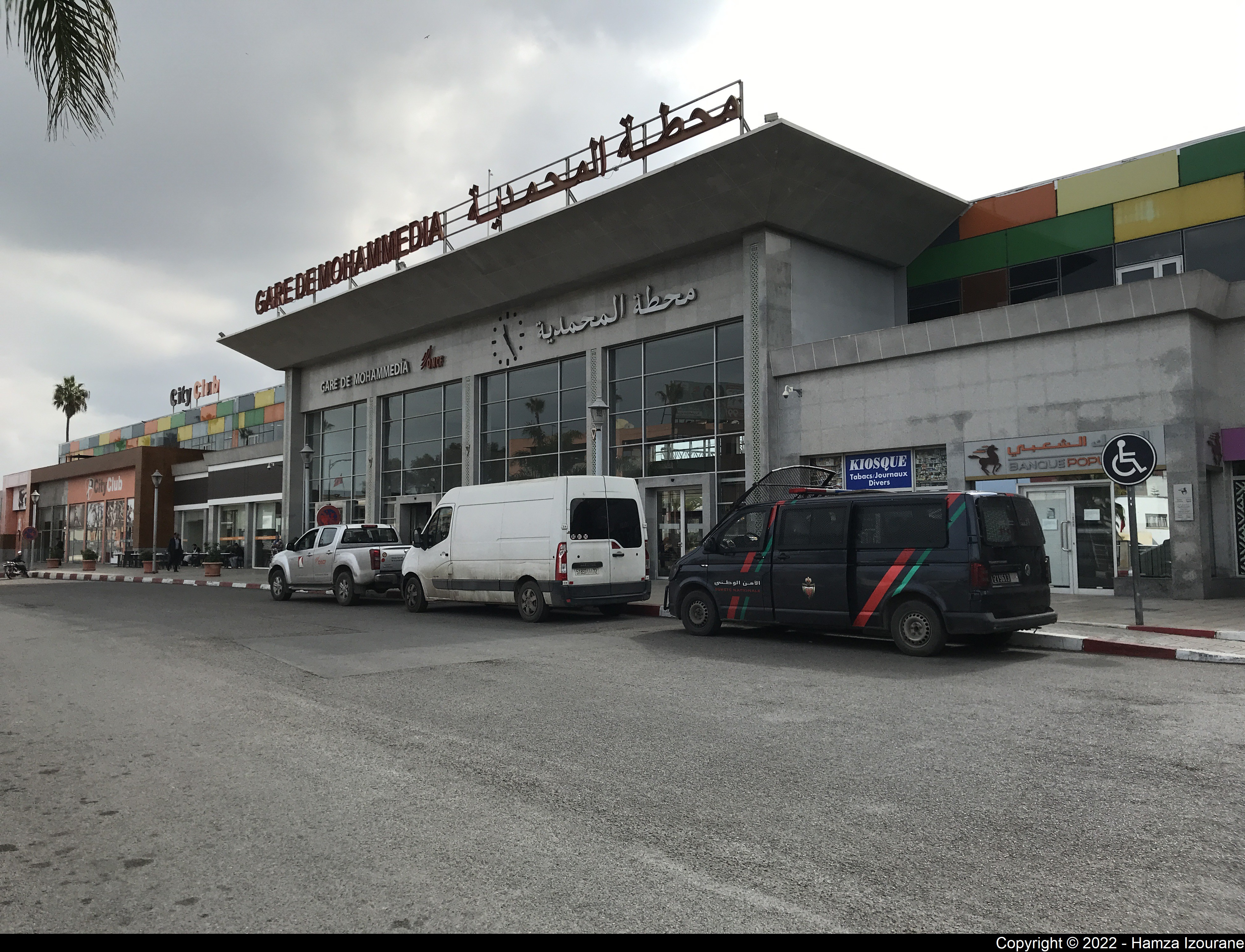
محطة المحمدية

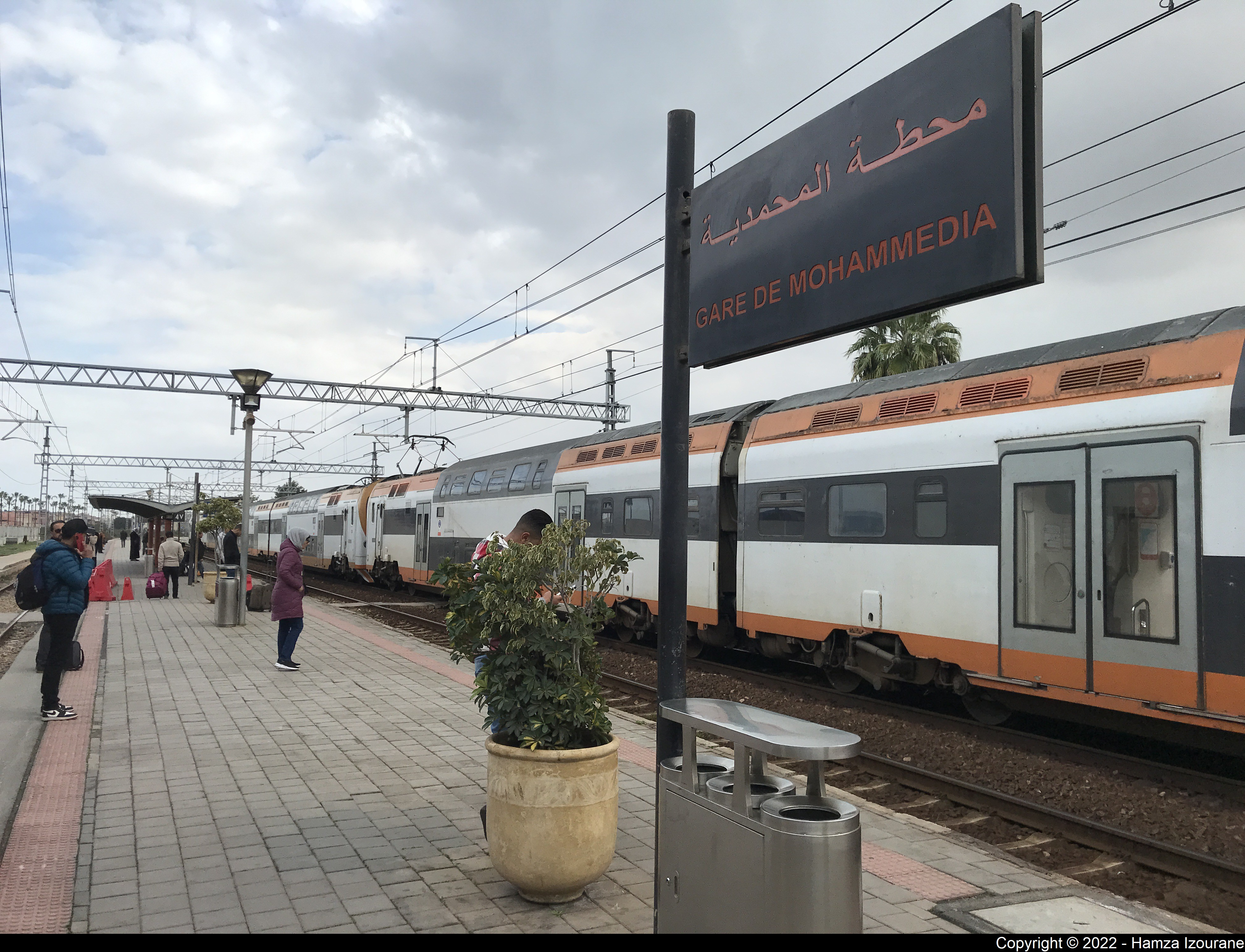
محطة المحمدية

## تاريخ
تم ترميم محطة المحمدية سنة 2009. المحطة الجديدة تقام على 1360 متر مربع وكلفت 15 ملايين درهم. المحطة مجهزة بقاعة مسافرين فسيحة وعدة شبابيك التذكرة وشاشات معلومات وصول وذهاب القطارات ومراحض وموقف سيارات يتسع لـ 220 سيارة وما إلى ذلك.